# Charles Edwards (Schauspieler)

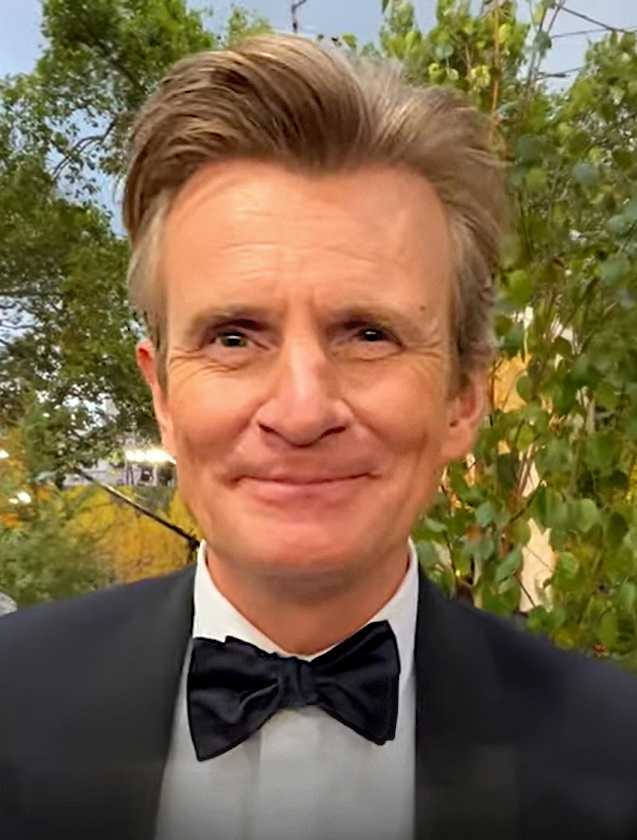
Charles Edwards (2022)

Charles Edwards (* 1. Oktober 1969 in Haslemere, Surrey, England) ist ein britischer Schauspieler.

## Leben
Charles Edwards ist der jüngste von vier Brüdern. Er absolvierte seine Ausbildung an der Guildhall School of Music and Drama in London, die er 1992 erfolgreich abschloss.
Im Alter von 24 Jahren wurde Edwards als Schauspieler am Theater tätig und trat in einer größeren Reihe von Shakespeare-Stücken auf. Seine Engagements führten ihn unter anderem auf die Bühnen des Globe Theatre und des Royal National Theatre in London. Seine Titelrolle in der Bühnenaufführung The 39 Steps, die Edwards 2005 auf den Theaterbühnen Großbritanniens verkörpert hatte, führten ihn 2007 zudem nach Boston und 2008 an den Broadway nach New York City. Damit ist Edwards der einzige Darsteller aus der originalen britischen Produktion, welcher danach auch in den Vereinigten Staaten an der Aufführung des Stücks beteiligt war. 
Als Film- und Fernsehdarsteller verkörperte Edwards Rollen in Produktionen wie Batman Begins, Ein perfekter Ehemann, Monarch of the Glen, Colditz – Flucht in die Freiheit und Inspector Barnaby. In dem Fernsehfilm Holy Flying Circus übernahm Edwards 2011 die Rolle des Schauspielers Michael Palin. Von 2012 bis 2013 trat Edwards in sieben Episoden der Fernsehserie Downton Abbey auf. Dort spielte er die Rolle des reichen Londoner Verlegers Michael Gregson, der das Herz der von Laura Carmichael verkörperten Edith Crawley gewinnt. 2013 verkörperte er zudem in der Filmbiografie Diana von Regisseur Oliver Hirschbiegel an der Seite von Naomi Watts die Rolle des Private Secretary. Von 2019 bis 2020 übernahm er in 19 Episoden der Netflix-Serie The Crown die Rolle von Martin Charteris, des Privatsekretärs von Königin Elisabeth II. Seit 2022 ist er in Der Herr der Ringe: Die Ringe der Macht als Elbenschmied Celebrimbor zu sehen.

## Filmografie
- 1988: The Ragged Child (Fernsehfilm)
- 1992: Rumpole of Old Bailey (Fernsehserie, 1 Folge)
- 1995: Loved Up (Fernsehfilm)
- 1996: In Your Dreams (Fernsehfilm)
- 1998: Heimkehr (Fernsehfilm)
- 1999: Ein perfekter Ehemann
- 1999: Mansfield Park
- 2000: Longitude – Der Längengrad (Fernsehfilm)
- 2000: In „bester“ Gesellschaft – Eine Familie zum Abgewöhnen
- 2001: Murder Rooms: Mysteries of the Real Sherlock Holmes (Fernsehserie, 4 Folgen)
- 2002: Bertie and Elizabeth (Fernsehfilm)
- 2002: Monarch of the Glen (Fernsehserie, 1 Folge)
- 2005: Colditz – Flucht in die Freiheit (Fernsehfilm)
- 2005: Batman Begins
- 2006: Rosamunde Pilcher – Die Muschelsucher (Fernsehfilm)
- 2007: Das Chaos – Gar nicht allein zu Haus! (The All Together)
- 2008: Mistresses – Aus Lust und Leidenschaft (Fernsehserie, 2 Folgen)
- 2008: Inspector Barnaby (Fernsehserie, 1 Folge)
- 2011: Waking the Dead – Im Auftrag der Toten (Fernsehserie, 2 Folgen)
- 2011: Holy Flying Circus – Voll verscherzt (Fernsehfilm)
- 2012: Viel Lärm um nichts
- 2012–2013: Downton Abbey (Fernsehserie, 7 Folgen)
- 2013: Playhouse Presents (Fernsehserie, 1 Folge)
- 2013: Philomena
- 2013: Diana
- 2013: A Young Doctor’s Notebook (Fernsehserie, 3 Folgen)
- 2014: Trying Again (Fernsehserie, 7 Folgen)
- 2014: Ripper Street (Fernsehserie, 1 Folge)
- 2014: Winds of Change (Kurzfilm, Stimme)
- 2015: Arthur & George (Fernsehserie, 3 Folgen)
- 2017: Sherlock – The Six Thatchers (Fernsehfilm)
- 2018: The Terror (Fernsehserie, 5 Folgen)
- 2019–2020: The Crown (Fernsehserie, 19 Episoden)
- 2020: Hexen hexen (The Witches)
- 2022–2024: Der Herr der Ringe: Die Ringe der Macht (The Lord of the Rings: The Rings of Power, Fernsehserie)